# شرد
الشِّرْد أو النِّيْرِيَّة أو الشرم جنس نباتي ينتمي إلى الفصيلة القضبانية ويضم 30-40 نوعاً من الأشجار أو الشجيرات التي يوجد معظمها في الصين وشرق آسيا.

## من أنواعه
- الشرد القضباني أو الأوروبي (باللاتينية: Carpinus betulus)
- الشرد المشرقي (باللاتينية: Carpinus orientalis)، في المشرق العربي وجنوب شرق أوروبا وصولاً إلى إيران
- الشرد الياباني (باللاتينية: Carpinus japonica)